# Jerry Lee's Greatest
Jerry Lee's Greatest drugi je studijski album američkog rock glazbenika Jerryja Lee Lewisa, koji izlazi 1961.g. Ovo je drugi album kojeg izdaje diskografska kuća Sun Records, osim skladbe "Great Balls of Fire", za koju su kasnili oko zakupa kod izdavača. Dok skladbe poput "Let's Talk About Us," "What'd I Say" i "As Long as I Live", imaju svoju poznati rock and roll stil, ovaj set jednostavno nije bio dobar početak za Jerryjevu kolekciju.

## Popis pjesama
1. "Money (That's What I Want)" (Gordy, Bradford) 2:30
2. "As Long as I Live" (Burnette) 2:25
3. "Hillbilly Music" (Horton) 2:05
4. "Break Up" (Rich) 2:36
5. "Hello, Hello Baby" (Traditional) 3:20
6. "Home" (Miller) 1:58
7. "Let's Talk About Us" (Blackwell) 2:05
8. "Great Balls of Fire" (Blackwell, Hammer) 1:50
9. "Frankie and Johnny" (Traditional) 2:30
10. "Cold, Cold Heart" (Williams) 3:02
11. "What'd I Say" (Charles) 2:25
12. "Hello Josephine" (Bartholomew, Domino) 1:41

## Vanjske poveznice
- allmusic.com - Jerry Lee's Greatest - Jerry Lee Lewis